# Pelomys
Genre
Pelomys est un genre de rongeurs de la sous-famille des Murinés.

## Liste des espèces
Ce genre comprend les espèces suivantes :
- Pelomys campanae (Huet, 1888)
- Pelomys fallax (Peters, 1852)
- Pelomys hopkinsi Hayman, 1955
- Pelomys isseli (de Beaux, 1924)
- Pelomys minor Cabrera and Ruxton, 1926